# ایساک هسون
ایساک هسون (به عبری: יצחק חסון)،(به انگلیسی: Isaac Hasson) استاد دانشیار بازنشسته دانشگاه عبری اورشلیم است. او متولد دمشق است و در دپارتمان زبان و ادبیات عربی کار می‌کرد. زمینه کاری او، تاریخ صدر اسلام و بنی امیه، جایگاه قدس در اسلام و ادبیات فدائل القدس، جامعه قبیله در قبل و اوایل اسلام، ارتش اسلام در قرن اول هجری است.

## آثار
آثار او عبارتند از:
- La conversion de Mu`awiya Ibn Abi Sufyan.  1998
- The Muslim view of Jerusalem: The Qur'an and Hadith. In:  1996
- Judham entre la Jahiliyya et l'Islam.  1995
- Le chef judhamite Rawh Ibn Zinba.  1993
- Les mawali dans l'armיe musulmane sous les premiers Umayyades.  1991